# Врсте електронске трговине
Постоји велики број врста електронске трговине. Неки типови е-трговине су: бизнис према потрошачу (B2C), потрошач према бизнису (C2B), бизнис према бизнису (B2B), потрошач према потрошачу (C2C) и бизнис према влади (B2G).

## B2C
Бизнис према потрошачу (B2C) је најчешћи модел е-трговине. Бави се електронским пословним односима између предузећа — и произвођача и пружалаца услуга — са крајњим потрошачима. Многи људи воле овај метод е-трговине јер им омогућава да купују по најповољнијим ценама, читају рецензије купаца и често проналазе различите производе којима иначе не би били изложени у физичком малопродајном свету. Ова категорија е-трговине такође омогућава предузећима да развију персонализованији однос са својим клијентима.
Све што неко купи на мрежи као потрошач ради се као део B2C трансакције. Процес доношења одлуке о куповини B2C је много краћи од куповине између предузећа (Б2Б), посебно за артикле који имају нижу вредност, тако да имају краћи циклус продаје. B2C предузећа стога обично троше мање маркетиншких долара за продају, али такође имају нижу просечну вредност поруџбине и мање наруџби које се понављају него њихове Б2Б колеге. B2C иноватори су искористили технологију попут мобилних апликација, изворног оглашавања и поновног маркетинга како би пласирали директно својим клијентима и олакшали им живот у том процесу. Примери B2C пословања су: Newegg, Overstock.com, Wish, ModCloth, Staples, WalMart, Target, REI, Gap.

### Предности
Предности B2C е-трговине укључују:
- Неограничено тржиште: Тржиште је неограничено, омогућавајући купцима да истражују и купују како им одговара. Можемо да проверимо жељени производ од куће, канцеларије и било где другде без икаквих временских ограничења. Производи се могу купити из целог света. То представља рушење међународних баријера, дајући људима прилику да купе производе виртуелно;

- Нижи трошкови пословања: B2C је смањио неколико пословних компоненти укључујући запослене, трошкове куповине, потврде поштом, телефонске позиве, унос података и захтев за отварање продавница које постоје у физичком стању. Ово је смањило трошкове трансакције за клијенте;

- Олакшана пословна администрација: Олакшала је евидентирање залиха у продавницама, отпреме, дневника и укупних пословних трансакција у поређењу са традиционалним методама пословне администрације. Ови прорачуни се сада одвијају аутоматски. Штавише, могу се обезбедити ажурирања у реалном времену, путем којих се било који проблем може означити;

- Ефикаснији пословни односи: Изградња нових и побољшаних асоцијација са дилерима и добављачима;

- Аутоматизација тока посла: Овај процес омогућава испоруку производа на време. Штавише, аутоматски прилагођава нивое залиха и утврђује доступност локације. Укључује веома поуздане сигурносне системе, са верификацијом корак по корак, уносом рачуна и режимом дивљења за бригу о пословним трансакцијама. Директна продаја треће стране је подржана познатим банкарским и рачуноводственим функцијама које омогућавају предузећима да допру до добављача и у складу са тим обављају интерне пословне трансакције.

### Недостаци
Недостаци B2C е-трговине укључују:
- Инфраструктура: Иако интернет омогућава достизање огромног међународног скупа купаца, многи још увек немају приступ интернету;

- Конкуренција: Конкуренција је велика. Постоје одређене компаније које су успеле да задрже значајан удео на тржишту дајући им шансу да опстану на дуге стазе. Нови и побољшани производи морају се доследно уводити како би се обезбедили купци;

- Ограничена изложеност производа: Упркос томе што награђује купце лаким приступом и јединственим нивоом флексибилности при избору производа, е-трговина је ограничила изложеност производа за купце преко интернета. Већина веб локација не би дозволила купцима да оду даље од гламурозних слика производа и њихових описа у тренутку куповине производа. То даје потрошачима идеју да е-трговина подржава „ограничену изложеност производа“, због чега неки производи разочарају купце у тренутку испоруке и одмах се шаљу компанијама.

## C2B
Е-трговина од потрошача до предузећа (C2B) је када потрошач ставља своје услуге или производе на располагање компанијама за куповину. Конкурентска предност модела е-трговине C2B је у ценама за робу и услуге. Овај приступ укључује обрнуте аукције, у којима купци именују цену за производ или услугу коју желе да купе. Други облик C2B се јавља када потрошач пружа предузећу могућност на основу накнаде да пласира производе предузећа на блог потрошача.
На пример, прехрамбене компаније могу тражити од блогера о храни да укључе нови производ у рецепт и уради рецензију за читаоце својих блогова. YouTube рецензије могу бити подстакнуте бесплатним производима или директним плаћањем. Ово такође може укључити плаћени огласни простор на веб локацији потрошача. Google Adwords/Adsense је омогућио ову врсту односа тако што је поједноставио процес у којем блогери могу бити плаћени за огласе. Услуге као што су Amazon Affiliates омогућавају власницима веб локација да зараде новац повезујући се са производом за продају на Amazon. Примери C2B укључују: графичког дизајнера који прилагођава логотип компаније или фотографа који снима фотографије за веб локацију за е-трговину.
C2B модел је процветао у доба интернета због лаког приступа потрошачима који су „прикључени“ на брендове. Тамо где је пословни однос некада био стриктно једносмеран, са компанијама које су пружале услуге и робу потрошачима, нова двосмерна мрежа је омогућила потрошачима да постану сопствени бизнис. Смањење трошкова технологија као што су видео камере, висококвалитетни штампачи и услуге веб развоја дају потрошачима приступ алатима за промоцију и комуникацију који су некада били ограничени на велике компаније. Као резултат тога, и потрошачи и предузећа могу имати користи од C2B модела.
Недостаци C2B трансакција су у томе што неко мора бити добро упућен у веб дизајн да би се креирао такав веб сајт, а зарађени износ је далеко мањи од онога што би се могло зарадити продајом хипотеке директно потрошачу уместо тога. Предности C2B могу се изразити кроз пример: C2B веб локација thefreemortgagecalculator.com нуди LendingTree оглас на врху странице. Предност овог сајта је у томе што власник не мора да продаје хипотеке, да се састаје са купцима или да плаћа свакодневне трошкове пословања да би зарадио новац. Ако LendingTree рекламу користи посетилац, власник веб локације добија провизију од LendingTree за потенцијалног клијента.

## B2B
B2B е-трговина се односи на продају робе или услуга између предузећа преко продајног портала на мрежи. Док је понекад купац крајњи корисник, купац често препродаје потрошачу. Ова врста е-трговине се обично примењује на однос између произвођача и велетрговаца; може додатно остати примењен на однос између произвођача или велетрговаца и самих трговаца на мало. Међутим, исти однос се такође може јавити између пружалаца услуга и пословних организација. B2B обично захтева више ризичног капитала и дужи циклус продаје, али резултира вишом вредношћу наруџбине и поновним куповинама.
Како новије генерације буду доносиоци одлука у пословању, B2B е-трговина ће постати важнија. У 2015. години, Google је открио да су скоро половина B2B купаца били миленијалци — скоро дупло више од износа пријављених 2012. године.
Примери овог модела су ExxonMobil Corporation, the Chevron Corporation, Boeing и Archer-Daniels-Midland. Ова предузећа имају прилагођене платформе за е-трговину предузећа које раде директно са другим предузећима у затвореном окружењу.

### Предности
Предности B2B е-трговине укључују:
- Погодност: Док компаније могу да продају преко физичких излога или обављају трансакције телефоном, B2B трговина се често одвија на мрежи, где компаније рекламирају своје производе и услуге, омогућавају демонстрације и олакшавају слање масовних поруџбина. Продавци такође имају користи од ефикасне обраде поруџбина захваљујући овом моделу дигиталне трансакције.

- Већи профит: B2B компаније често продају своје артикле у велепродајним количинама, омогућавајући купцима да добију добру понуду и ређе обнављају залихе. Већи бројеви поруџбина доводе до веће потенцијалне продаје и додатне зараде за B2B продавце. У исто време, лакоћа рекламирања другим предузећима преко B2B веб локација може помоћи у смањењу трошкова маркетинга и повећању стопе конверзије.

- Огроман тржишни потенцијал: Од пословног софтвера и консултантских услуга до расутих материјала и специјализованих машина, B2B продавци могу да циљају велико тржиште компанија у различитим индустријама. Истовремено, они имају флексибилност да се специјализују у области као што је технологија како би постали лидер у овој области.

- Побољшана безбедност: Пошто су уговори уобичајени део B2B трговине, постоји извесна сигурност и за купце и за продавце у томе што је мање брига да ће један платити, а други испоручити робу као што је обећано. Пошто се продаја обично прати дигитално, такође је сигурније јер B2B продавци могу да прате и прате своје финансијске резултате.

### Недостаци
Недостаци B2B е-трговине укључују:
- Сложенији процес подешавања: За почетак рада као B2B продавца потребно је радити на проналажењу начина да придобијете клијенте који остају посвећени и праве довољно велике поруџбине. Ово често захтева темељно истраживање за оглашавање потенцијалним предузећима, постављање прилагођеног система наручивања и брзо прилагођавање када је продаја недовољна;

- Ограничења продаје: Иако B2B компаније могу много да продају, оне пропуштају потенцијалну продају појединачним купцима. Мањи број пословних купаца и потреба за преговарањем о уговорима могу поставити одређена ограничења на профит, посебно када компанија изгуби кључне купце у односу на друге конкуренте;

- Потреба да се B2B продавци истичу: У исто време, B2B тржиште има много компанија које се такмиче и продају сличне производе и услуге. Продавци често морају да смање цене и пронађу посебне начине да привуку пажњу компанија да би успели на тржишту;

- Потребно је посебно искуство у наручивању: B2B компаније које продају онлајн морају да уложе много труда у дизајнирање веб странице и система наручивања који купци сматрају лаким за коришћење. То значи јасно представљање информација о производима и услугама, нуђење онлајн демонстрација или консултација и коришћење образаца за поруџбину са одговарајућим опцијама за количине и било које потребно посебно прилагођавање.

- Сложен процес плаћања: B2B решења за плаћање на мрежи су дуготрајна и скупа за обе стране. Купца треба проверити кредитну способност, често ће преговарати о условима плаћања и трговачким попустима, а предузеће ће морати ручно да креира прилагођену фактуру.

## C2C
Од потрошача до потрошача (C2C), или од купца до купца, представља тржишно окружење у којем један купац купује робу од другог купца користећи посао или платформу треће стране да би олакшао трансакцију.
У овом случају, платформа треће стране обично зарађује свој новац наплаћивањем накнада за трансакције или листинг. Ова предузећа имају користи од самосталног раста мотивисаних купаца и продаваца, али се суочавају са кључним изазовом у контроли квалитета и одржавању технологије. Још једна предност купаца је конкуренција за производе. Купци често могу пронаћи предмете које је тешко пронаћи на другом месту. Такође, марже могу бити веће од традиционалних метода одређивања цена за продавце јер постоје минимални трошкови због одсуства трговаца на мало или велико.
Отварање C2C локације захтева пажљиво планирање. Примери C2C укључују Craigslist и eBay. који су пионири овог модела у раним данима интернета. Генерално, трансакције у овом моделу се дешавају преко онлајн платформи (као што је PayPal), али се често спроводе помоћу мрежа друштвених медија (нпр. Facebook marketplace) и веб локација (Craigslist).

### Предности
Предности C2C укључују:
- Доступност: Увек је доступан тако да потрошачи могу да купују на захтев;

- Веб локације се редовно ажурирају;

- Већа профитабилност: Потрошачи који продају производе директно другим потрошачима могу постићи већи профит;

- Ниски трошкови трансакције: Продаја преко онлајн платформи је много јефтинија од трошкова који настају због поседовања физичког простора у продавници;

- Директан однос: Купци могу директно да контактирају продавце без потребе да иду преко посредника.

### Недостаци
Недостаци C2C укључују:
- Плаћање може бити мање безбедно;

- Безбедносни проблеми: може доћи до крађе због преваранта који се лажно представљају као познате Ц2Ц сајтове;

- Недостатак контроле квалитета производа.

## B2G
Бизнис према влади (B2G) односи се на све трансакције између компанија и јавних управа или владиних агенција. Владине агенције користе централне веб странице за трговину и размену информација са различитим пословним организацијама. Ово је област која укључује многе услуге, посебно у областима као што су социјално осигурање, запошљавање и правни документи.
Предузећа која су навикла на интеракцију са другим предузећима или директно са потрошачима често наилазе на неочекиване препреке када раде са владиним агенцијама. Слојеви регулативе могу наштетити укупној ефикасности процеса уговарања, и стога владама обично треба више времена него приватним компанијама да одобре и почну рад на датом пројекту.
Иако предузећа могу открити да владини уговори укључују додатну папирологију, време и проверу, постоје предности у пружању добара и услуга јавном сектору. Владини уговори су често велики и стабилнији од аналогног рада у приватном сектору. Компанији са историјом успешних државних уговора обично је лакше да добије следећи уговор. Један пример B2G модела је Accela, софтверска компанија која обезбеђује владина софтверска решења и јавни приступ државним услугама за издавање дозвола, планирање, лиценцирање, јавно здравство, итд.